# Sedum tymphaeum
Sedum tymphaeum là một loài thực vật có hoa trong họ Crassulaceae. Loài này được Quézel & Contandr. miêu tả khoa học đầu tiên năm 1965.